# Anthene grosei
Anthene grosei är en fjärilsart som beskrevs av Aurivillius 1899. Anthene grosei ingår i släktet Anthene och familjen juvelvingar. Inga underarter finns listade i Catalogue of Life.